# Aurelle-Verlac
Aurelle-Verlac ist eine Ortschaft und ehemalige Gemeinde mit 135 Einwohnern (Stand 1. Januar 2022) im Département Aveyron in der Region Okzitanien. Sie gehörte zum Arrondissement Rodez und zum Kanton Lot et Palanges.
Mit Wirkung vom 1. Januar 2016 wurde sie mit der Gemeinde Saint-Geniez-d’Olt zur Commune nouvelle Saint Geniez d’Olt et d’Aubrac zusammengeschlossen und ist dort seither eine Commune déléguée. 

## Geographie
Nachbarorte sind Saint-Chély-d’Aubrac im Südwesten, Nasbinals im Norden, Les Salces im Nordosten, Trélans im Osten, Pomayrols im Süden, Saint-Geniez-d’Olt im Südwesten und Prades-d’Aubrac im Westen.
Das Gebiet wird vom Flüsschen Mardonenque durchquert, der Merdanson begrenzt es im Westen.

## Bevölkerungsentwicklung
| Jahr      | 1962 | 1968 | 1975 | 1982 | 1990 | 1999 | 2008 | 2016 |
| --------- | ---- | ---- | ---- | ---- | ---- | ---- | ---- | ---- |
| Einwohner | 435  | 380  | 333  | 270  | 246  | 209  | 173  | 159  |

## Sehenswürdigkeiten
- Kirche Saint-Pierre aus dem 14. Jahrhundert (Monument historique)[1]